# Parantropora penelope
Parantropora penelope is een mosdiertjessoort uit de familie van de Antroporidae. De wetenschappelijke naam van de soort is voor het eerst geldig gepubliceerd in 1998 door Tilbrook.